# 黃俊翰事件
黃俊瀚事件是指發生在民國101年（2012年）12月17日，時任中華民國海軍陸戰隊陸戰六六旅戰車營義務役士兵的黃俊瀚，在服役期間因公殉職的案件。

## 事件經過
黃俊瀚自國立中山大學機械與機電工程學系碩士班畢業後，於民國101年（2012年）10月3日入伍服役，入伍前已獲得臺積電錄取，退伍後就可去工作。同年11月29日，黃隨部隊至新竹縣坑子口靶場進行多日操演。12月17日傍晚4點40分許，當日M60A3戰車(屬於M60巴頓系列戰車)火砲試射任務已結束，部隊正離開靶場時，一輛M60A3戰車不慎撞上5名官兵，造成黃殉職，葉姓上尉與蔡姓、葉姓、楊姓士兵等4人受傷。

## 爭議
- 事件發生後，軍方在第一次通知家屬時說黃俊瀚被戰車「壓到腳」；而家屬則在到達醫院後才知黃已殉職，痛批軍方在第一時間說謊。[2]
- 軍方原先提出600萬元撫恤金，引起家屬不滿，立委也批評軍方丟出一個數字就急著要落跑，後經過協調，撫恤金調高為1038萬6913元。[3]

## 後續發展
- 民國102年（2013年）1月18日上午，三軍總醫院懷德廳舉行了黃俊翰的公祭典禮，馬英九總統頒發旌忠狀並追晉黃為下士。[4]
- 家屬提出國家賠償訴訟，臺灣臺北地方法院審理後判決海軍司令部應賠償家屬332萬多元；刑事部分，最高法院依業務過失致死罪判決戰車車長陳姓中尉10月徒刑、駕駛吳姓上等兵8月徒刑，均緩刑5年，2人並分別須賠償家屬200萬元確定。[5]
- 針對國賠部分，家屬上訴至臺灣高等法院並求償1330萬元，民國105年(2016年)3月8日判決結果出爐，海軍司令部應賠償家屬462萬多元，全案還可上訴。[6]